# EU's finanspagt
EU's finanspagt er en traktat, der er indgået mellem de fleste af EU's medlemslande om stabilitet og styring i den økonomiske og monetære union. Traktaten blev vedtaget den 2. marts 2012 i kølvandet på den verdensomspændende recession i 2008-09 og den efterfølgende europæiske statsgældskrise. Formålet var at styrke den finanspolitiske disciplin i ØMU-landene, især ved at indføre supplerende restriktioner for udviklingen i den offentlige strukturelle saldo udover de eksisterende begrænsninger i Stabilitets- og Vækstpagten. De finanspolitiske bestemmelser i pagten er bindende for de 19 eurolande samt de tre øvrige medlemmer af EU, der frivilligt har valgt at underlægge sig bestemmelserne: Rumænien, Bulgarien og Danmark.

## Indhold
Traktaten har det officielle navn Traktat om stabilitet, samordning og styring i den økonomiske og monetære union og indeholder også forskellige andre bestemmelser om bl.a. styringen af eurozonen. De centrale finanspolitiske bestemmelser findes i traktatens afsnit III, der udgør den egentlige finanspagt.
I alt består traktaten af fem afsnit, hvor afsnit I omhandler formål og anvendelsesområde og afsnit II sammenhængen med EU-retten.
Afsnit III stipulerer, at den offentlige saldo skal udvise balance eller overskud. Traktaten definerer en saldo som balanceret, hvis den ikke udviser et (faktisk) underskud, der overstiger 3 % af BNP, eller et underskud på den strukturelle saldo, der overstiger en grænse, der fastsættes særskilt for hvert land. Denne mellemfristede målsætning (ofte forkortet MTO efter det engelske Mid-Term budgetary Objective) kan højst udgøre ½ % af BNP for lande med en ØMU-gæld på over 60 % og 1 pct. for lande med en ØMU-gæld på under 60 % af BNP. De landespecifikke mål genberegnes hvert tredje år og kan godt være lavere end de nævnte grænser på ½ og 1 pct.
Afsnit III indeholder også bestemmelser om, hvordan lande med en ØMU-gæld på over 60 % af BNP skal nedbringe den hvert år, en automatisk korrektionsmekanisme for lande, hvis offentlige underskud kommer i konflikt med de nævnte grænser, og en bestemmelse om, at såvel den balancerede budget-regel som den automatiske korrektionsmekanisme skal implementeres i landenes nationale lovgivning.
Derudover indeholder traktaten afsnit IV, der omhandler samordning af den økonomiske politik og konvergens, og afsnit V, der handler om styringen i euroområdet. Afsnit VI slutter af med nogle generelle bemærkninger.

## Baggrund
Finanspagten voksede ud af diskussionerne om, hvordan man kunne styrke den økonomiske stabilitet og finanspolitiske disciplin i eurolandene efter finanskrisen 2007-2009 og den affødte europæiske statsgældskrise. I maj 2010 foreslog den tyske regering, at det skulle være obligatorisk for alle eurolande at indføre national lovgivning om at overholde et "balanceret budget", dvs. at den strukturelle offentlige saldo ikke må udvise underskud. I 2011 blev reglerne for Stabilitets- og Vækstpagten revideret, men bl.a. Tyskland ønskede at gå videre ved at skabe en egentlig ny finanspolitisk overbygning. 9. december 2011 enedes man på et møde i Det Europæiske Råd om en ny traktat, der skulle sætte effektive grænser for eurolandenes låntagning. På grund af Storbritanniens modstand blev det nye regelsæt ikke indføjet som en ændring i de eksisterende EU-traktater, men indstiftet som en ny selvstændig mellemstatslig traktat.

## Deltagerlande
Finanspagten er obligatorisk for alle eurolande, mens ikke-eurolandene i EU frivilligt kan vælge at tilslutte sig pagtens bestemmelser. Hvis de på et tidspunkt indtræder i euroen, vil de automatisk blive omfattet af traktatens bestemmelser. Af de ni nuværende ikke-eurolande har Storbritannien, Tjekkiet og Kroatien valgt ikke at underskrive og dermed tilslutte sig traktaten (Kroatien var ikke medlem af EU i 2012 og har ikke siden indtrædelsen tilsluttet sig den). Sverige, Polen og Ungarn har underskrevet traktaten, men valgt ikke at lade sig binde af dens finanspolitiske eller økonomiske bestemmelser (traktatens afsnit III og IV), mens Bulgarien deltager i traktatens finanspolitiske afsnit III, men ikke i afsnit IV. Rumænien og Danmark har som de eneste to eurolande valgt at tilslutte sig både afsnit III og IV.

## Danmark og finanspagten
Folketinget besluttede i maj 2012, at Danmark skulle tilslutte sig finanspagten inklusive dens finanspolitiske restriktioner. De daværende regeringspartier Socialdemokratiet, Radikale Venstre og SF samt oppositionspartierne Venstre og Konservative stemte for, mens Dansk Folkeparti, Enhedslisten og Liberal Alliance var imod. Inden tilslutningen havde der været diskussion, om deltagelse i pagten ville stride imod Danmarks euroforbehold og dermed kræve en selvstændig folkeafstemning. Det blev dog afvist af Justitsministeriets jurister i februar 2012. I den offentlige debat argumenterede tilhængere af dansk tilslutning som Dansk Industri for, at dansk deltagelse i finanspagten ville demonstrere, at økonomisk ansvarlighed var en grundpille i Danmarks økonomiske politik, og at Danmark dermed var et sikkert land at investere i, og at dansk deltagelse desuden ville bygge bro til eurozonen. En modstander som professor i statskundskab Palle Svensson mente, at deltagelse i finanspagten ville medføre, at Danmark stort set måtte opgive at føre en selvstændig finanspolitik fremover, og at tilslutningen var kulminationen på en periode, hvor Folketinget "har begrænset sine egne handlemuligheder uden at spørge befolkningen om lov".
Finanspagten er implementeret i dansk lovgivning via budgetloven, som blev vedtaget i 2012 og fastsætter, at Danmark ikke må have et underskud på den strukturelle offentlige saldo, der overstiger ½ % af BNP. Dermed er budgetlovens grænse for den strukturelle saldo skrappere end finanspagtens og EU's, idet EU's mellemfristede målsætning (MTO) for Danmarks vedkommende i perioden 2017-19 muliggør strukturelle underskud på op til 1 pct. af BNP.